# Čimbordy
Čimbordy je potok v okrese Jihlava. Je to pravostranný přítok Karlínského potoka. Celková délka toku činí 2,9 km.

## Průběh toku
Čimbordy pramení 1,5 km jihozápadně od Dlouhé Brtnice, po 600 metrech severozápadně protéká rybníkem Grošák (1,05 ha), do něhož se zleva vlévá nepojmenovaný tok. Po 250 metrech dále na sever se potok stáčí na východ. Po kilometru se jižně od Dlouhé Brtnice zprava vlévá další bezejmenný tok. Čimbordy obtéká zástavbu Dlouhé Brtnice a směřuje na sever, kde se vlévá do Mlýnského rybníka a do Karlínského potoka.